# Повіт Масіке
Пові́т Ма́сіке (яп. 増毛郡, ましけぐん, МФА: [maɕ̥ ke guɴ]) — повіт в Японії, в окрузі Румой префектури Хоккайдо.